# С тобой и без тебя (фильм, 2001)
«С тобо́й и без тебя́» (англ. Me Without You) — англо-германский художественный фильм, снятый в 2001 году.
Фильм о двух девушках — Марине и Холли. Они были неразлучны и придумали себе общее имя — Хорина. Действие разворачивается на протяжении трёх десятилетий.

## Сюжет
Холли и Марина — неразлучные подруги с самого раннего детства. Марина — активная и инициативная, всегда получающая то, чего хочет и тихая и скромная Холли, воспитывающаяся в строгости. С виду — полные противоположности, но они прекрасно дополняли друг друга. С самого детства Холли влюблена в старшего брата Марины — Нэта.
В подростковом возрасте девочек начинают интересовать вечеринки, сигареты, алкоголь и прочее недозволенное, поэтому однажды они решают отправиться на подобную вечеринку к друзьям Нэта, чтобы испробовать всё это. Там они обнаруживают компанию обкуренной и пьяной молодежи и самого Нэта с его девушкой. Оставшись наедине, Холли и Нэт занимаются любовью. Марина, увидев произошедшее, из-за ревности и обиды говорит Холли, что Нэт её не любит и в это время думал о своей девушке. Нэт уезжает и оставляет Марине письмо для Холли, но она не передает его.
Проходит время и подруги уже студентки. Они как и прежде вместе, живут вдали от родителей и могут позволить себе всё, что угодно. По иронии судьбы они одновременно начинают встречаться с одним и тем же преподавателем в университете, скрывая это друг от друга. Но однажды Марина находит цепочку Холли в постели своего любовника и ужасно злится на Холли. В это время к ним приезжает Нэт. Видя интерес Нэта к Холли, Марина пытается очернить её связью с преподавателем в глазах Нэта. Несмотря на это, Нэт проводит ночь с Холли, после чего Холли решает порвать все прежние отношения. Но внезапно Марина и Нэт уезжают к своей матери из-за очередного приступа.
У девушек самостоятельная жизнь, но они по-прежнему неразлучны. Становится всё более ясно, что дружба похожа на зависимость… Марина пытается полностью контролировать жизнь своей подруги и занимать собой всё её жизненное пространство всеми способами. На нечастых семейных праздниках они встречаются с Нэтом и его женой. Марина, сменив множество мужчин, наконец, как кажется, находит своего любимого, Нэт женат, но семейного счастья не чувствует, Холли пишет книги и находит в этом своё успокоение. На одном таком вечере, играя в прятки в доме, Марина остается наедине с женихом Холли и пытается флиртовать с ним, Холли и Нэт сожалеют о том, что нельзя им двоим остаться в этой тишине и спокойствии… В конце вечера Марина устраивает истерику Холли из-за того, что Холли больше не может оставаться под постоянным контролем Марины. Холли уходит и Нэт уходит за ней, они садятся в автобус и уезжают.
Через несколько лет перед нами картина счастливой семьи — Холли и Нэта, и Марина, раздражённая криком детей, играющих в саду. У Марины и Холли такие же дочери, какими они были сами, и они — подруги, возможно.

## В ролях
| Актёр                              | Роль            |
| ---------------------------------- | --------------- |
| Мишель Уильямс / Michelle Williams | Холли / Holly   |
| Анна Фрил / Anna Friel             | Марина / Marina |
| Оливер Милбёрн / Oliver Milburn    | Нэт / Nat       |
| Кайл Маклахлен / Kyle MacLachlan   | Дэниэл / Daniel |
| Труди Стайлер / Trudie Styler      | Линда / Linda   |
| Аллан Кордюнер / Allan Corduner    | Макс / Max      |
| Дебора Финдли / Deborah Findlay    | Джудит / Judith |
| Расселл Мэйби / Russell Mabey      | Крэйг / Craig   |